# Alfred E. Johann

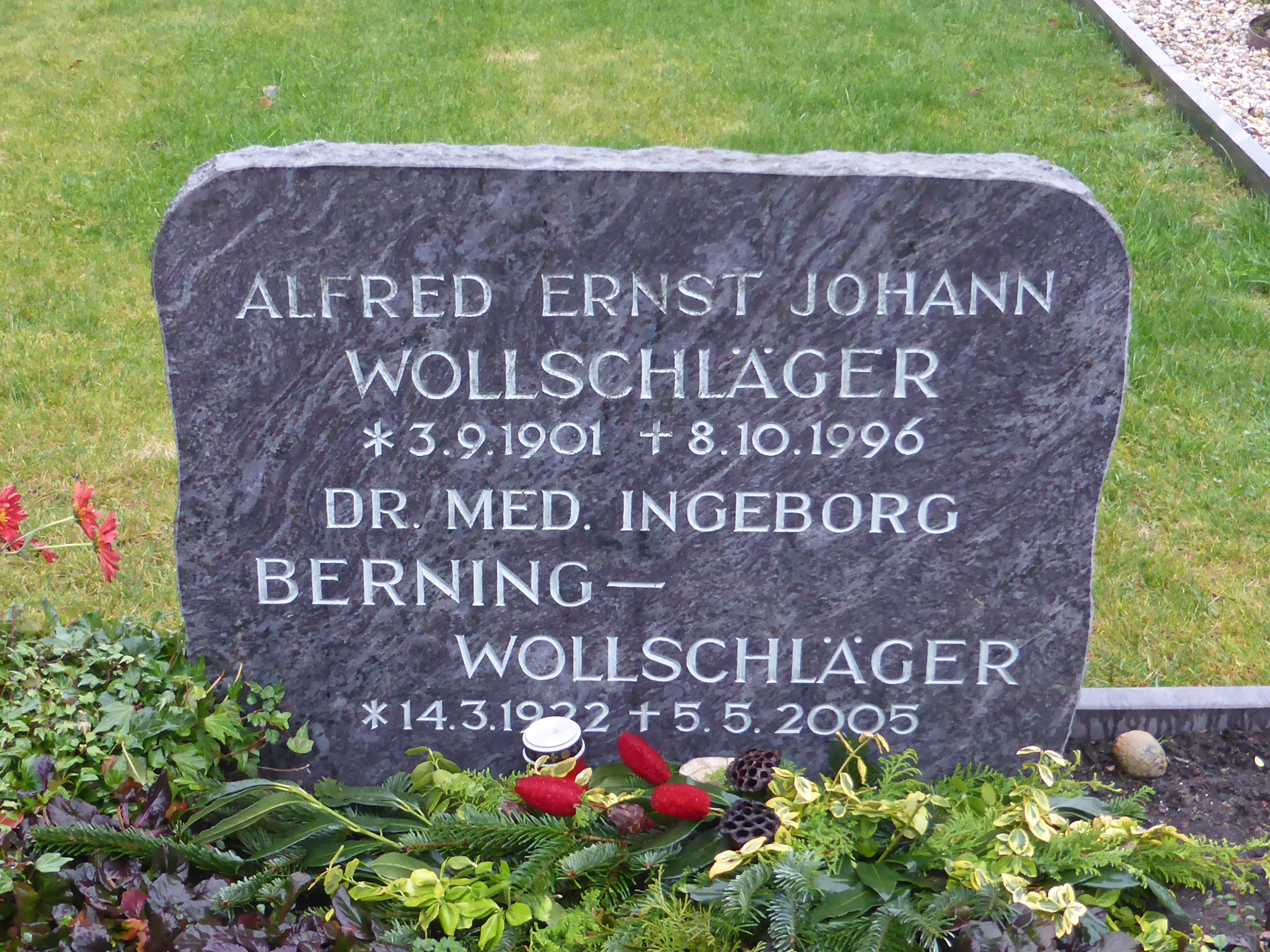
Grabmal

A. E. Johann (* 3. September 1901 als Alfred Ernst Johann Wollschläger in Bromberg; † 8. Oktober 1996 in Oerrel; weitere Pseudonyme: Alfred Ernst Johann, Carl Matthias Fischer) war ein deutscher Journalist und Schriftsteller.

## Leben
A. E. Johann war der Sohn des Postbeamten Ernst Philipp Wollschläger und seiner Ehefrau Maria geborene Fischer. Er wuchs auf in Preußisch-Friedland und besuchte das Realgymnasium in Bromberg, an dem er 1918 ein Notabitur ablegte. Von 1919 bis 1922 studierte er Theologie, Geografie und Soziologie an der Friedrich-Wilhelms-Universität in Berlin; seinen Lebensunterhalt verdiente er sich während dieser Zeit durch Tätigkeiten als Fabrik- und Landarbeiter. Ab 1922 absolvierte er eine Lehre bei der Preußischen Staatsbank; anschließend war er bis 1926 als Wirtschaftsprüfer tätig.
1927 gab A. E. Johann seinen Beruf auf. Er knüpfte Kontakte zum Chefredakteur der „Vossischen Zeitung“ und erhielt vom Ullstein-Verlag den Auftrag, Reportagen von einer geplanten Amerikareise zu liefern. Johann reiste in den Westen Kanadas, wo er sich u. a. als Holzfäller, Sägewerks- und Erntearbeiter durchschlug. Nach seiner Rückkehr nach Deutschland im Jahre 1928 bildeten seine in der „Vossischen Zeitung“ erschienenen Artikel die Grundlage für sein Buchdebüt „Mit zwanzig Dollar in den wilden Westen“, von dem mehr als 150.000 Exemplare verkauft wurden. In den folgenden Jahren unternahm Johann als Korrespondent des Ullstein-Verlags ausgedehnte Reisen durch Asien, Amerika, Australien und Afrika, über die er jeweils in Zeitungsbeiträgen und Büchern berichtete. Zeitweise war er auch Chefredakteur der Illustrierten „Koralle“.
Während des Zweiten Weltkriegs war A. E. Johann als Kriegsberichterstatter, Schriftsteller und Vortragsreisender tätig. In seiner Besprechung von Johns Steinbecks Roman Früchte des Zorns in der Zeitschrift für Geopolitik (1943) deutet er diesen als Beleg für die Überlegenheit der faschistischen Weltanschauung und Politik gegenüber derjenigen von USA und UdSSR. Im Juni 1945 geriet er in amerikanische Kriegsgefangenschaft, aus der er bereits im September wieder entlassen wurde. Kurzzeitig lebte er 1945 in Kleinenglis, Ziegenhain und Wehren. Von 1948 bis 1978 lebte er im niedersächsischen Groß Oesingen und von 1978 bis zu seinem Tod in Oerrel (Landkreis Gifhorn), wo er und seine dritte Ehefrau auch bestattet wurden. In Berlin hatte er von 1963 bis 1977 auch eine Wohnung in Charlottenburg in der Halmstraße 10. Ab 1949 erschienen wieder Bücher von ihm, und ab den Fünfzigerjahren unternahm er wieder Reisen nach Übersee.
 A. E. Johann war dreimal verheiratet; aus der ersten Ehe ging eine Tochter hervor.
A. E. Johann war Verfasser von zahlreichen Reiseberichten und historischen Romanen, die in hohen Auflagen Verbreitung fanden (lt. Angaben des Autors betrug die Gesamtauflage seiner Werke ca. 20 Millionen Exemplare). Johanns besondere Vorliebe galt Kanada, einem Land, das ihm von zahlreichen Reisen her vertraut war. In der Sowjetzone bzw. der DDR standen sechs seiner Werke auf der „Liste der auszusondernden Literatur“.

## A. E. Johann-Gesellschaft
Die „A. E. Johann-Gesellschaft“, hat sich als e. V. das Ziel gesetzt, sein Andenken zu wahren und das literarische Werk zu erhalten und verbreiten. Der Verein lobt seit 2010 alle drei Jahre Preise für Reisegeschichten junger Menschen in den Altersgruppen 12 bis 15, 16 bis 20 und 21 bis 25 Jahre aus, die u. a. vom Lions Club und verschiedenen kommunalen kulturellen Einrichtungen mitgetragen werden. 2021 hat die A. E. Johann-Gesellschaft eine Biografie über A. E. Johann veröffentlicht; der Titel lautet „Ein Leben auf Reisen“.

## Ehrungen
In der hessischen Gemeinde Knüllwald ist eine Straße, der A. E. Johann-Weg, nach ihm benannt.
1969 verlieh ihm die Landsmannschaft Westpreußen den Marienburg-Preis.

## Werke
- Mit zwanzig Dollar in den wilden Westen, Berlin 1928.
- Die innere Kühle, Berlin 1929 (dieses Buch wurde im Dritten Reich verboten).
- 40000 Kilometer!, Berlin 1929.
- Der unvollkommene Abenteurer, Berlin 1930.
- Amerika. Untergang am Überfluss, Berlin 1932.
- Känguruhs, Kopra und Korallen, Berlin 1936.
- Kulis, Kapitäne und Kopfjäger, Berlin 1936.
- Generäle, Geishas und Gedichte, Berlin 1937.
- Pelzjäger, Prärien und Präsidenten, Berlin 1937.
- Groß ist Afrika, Berlin 1939.
- Zwischen Westwall und Maginotlinie, Berlin 1939.
- Der Tod im Busch, Berlin 1940.
- Im Strom, Berlin 1942.
- Das Land ohne Herz, Berlin 1942.
- Das Ahornblatt, Berlin 1944.
- als Carl Matthias Fischer (Pseudonym): Die Wildnis, Celle 1949.
- Schneesturm, Heimweh und nächtlicher Bambus, C. Bertelsmann Verlag, Gütersloh 1950.
- als Carl Matthias Fischer (Pseudonym): Zwischen den Ufern, Gütersloh 1950.
- Der Mann, der sein Wort gab, Gütersloh 1951.
- Steppenwind, Gütersloh 1951.
- Weiße Sonne, Gütersloh 1951.
- Die Herde tobt, Gütersloh 1952.
- Diana im Dornbusch, Gütersloh 1953.
- Heimat der Regenbogen, Gütersloh 1953.
- Die Rache der roten Speere, Gütersloh 1953.
- Große Weltreise mit A. E. Johann, Gütersloh 1955.
- Sohn der Sterne und Ströme, Gütersloh 1955.
- Groß ist Afrika, Gütersloh 1957. Neue und erweiterte Ausgabe.
- Wohin die Erde rollt, Gütersloh 1959.
- Wo ich die Erde am schönsten fand, Gütersloh 1960.
- À la Indonesia, Gütersloh 1961.
- Die wunderbare Welt der Malaien, Gütersloh 1962.
- Am Rande der Winde, Gütersloh 1963.
- Das Paradies ist überall, Gütersloh 1963.
- Der Fischer, der die See erstach, Gütersloh 1964.
- Gewinn und Verlust, Gütersloh 1964.
- Der große Traum Amerika, Hamburg 1965.
- Die Welt als Einheit, Braunschweig 1965.
- Gold am Porcupine, Wuppertal 1966.
- Amerika ist eine Reise wert, Gütersloh 1967.
- Abenteuer der Ferne, Köln 1968.
- Nach Kanada sollte man reisen, Gütersloh 1968.
- Das große Buch von der Erde, Gütersloh 1969.
- Die Schaukel der sieben Jahrzehnte, Gütersloh

1. Im Strom, 1969.
2. Das Ahornblatt, 1970.
3. Aus dem Dornbusch, 1972.

- Weltreise auf den Spuren der Unruhe, Gütersloh 1970.
- Ein Traumland: British Columbia, Gütersloh u. a. 1971.
- Menschen an meinen Wegen, München u. a. 1973.
- Elefanten, Elefanten, München u. a. 1974.
- Ans dunkle Ufer, München u. a. 1975.
- Farbige Weltreise, München u. a. 1976.
- Wälder jenseits der Wälder, München 1976.
- Am Ende ein Anfang, München 1978.
- Hinter den Bergen das Meer, München 1979.
- Amerika: der unbegrenzte Traum, München u. a. 1980.
- Die Leute von Babentin, München 1980.
- Westwärts nach Oregon, München 1980.
- Bis ans Ende der Ewigkeit, Bayreuth 1981.
- Das Haus am Huronensee, München 1981.
- Das Glück des Reisens, München u. a. 1982.
- Vom Yukon zum Rio Grande, München 1982.
- Kanadas ferner Osten, München 1983.
- mit Elke Emshoff: Abenteuer Kanada: Die Nationalparks Banff und Jasper, Gronau/Leine 1984.
- Evas Wildnis, Bayreuth 1984.
- Südwest, München u. a. 1984.
- Hinter amerikanischen Gardinen, München 1985.
- mit Claus Miliz: Trans-Canada, München 1986.
- Die Wildnis aber schweigt, München u. a. 1986.
- Du kannst dir nicht entfliehen, München u. a. 1987.
- Sehnsucht nach der Dobrinka, München 1988.
- Unter fremden Sternen, München 1988.
- Dies wilde Jahrhundert, München 1989.
- Canadas Nordroute, München 1990.
- Schön war die Welt, München 1992.
- Wer die Liebe bejaht, Augsburg 2003.

## Übersetzungen
- Gwen Bristow: Die noble Straße, Celle 1950 (übersetzt unter dem Pseudonym Carl Matthias Fischer).
- Hendrik Willem van Loon: Du und die Erde, Berlin 1932.
- Bryan MacMahon: Kinder der Morgenröte, Gütersloh 1954.